# Lijst van nummer 1-hits in de Verrukkelijke 15 in 2023
Deze nummers stonden in 2023 op nummer 1 in de Verrukkelijke 15.
| Nummer | Datum        | Artiest                                        | Titel                        |
| ------ | ------------ | ---------------------------------------------- | ---------------------------- |
| 198    | 1 januari    | Son Mieux                                      | This Is the Moment           |
| 199    | 8 januari    | Sault                                          | Stronger                     |
| 200    | 15 januari   | De Staat                                       | Peace, Love & Profit         |
| 199    | 22 januari   | Sault                                          | Stronger                     |
| 201    | 29 januari   | DeWolff                                        | Night Train                  |
| 202    | 5 februari   | DI-RECT                                        | How My Heart Was Won         |
| 201    | 12 februari  | DeWolff                                        | Night Train                  |
|        | 19 februari  | DeWolff                                        | Night Train                  |
| 203    | 26 februari  | The National                                   | Tropic Morning News          |
|        | 5 maart      | The National                                   | Tropic Morning News          |
| 204    | 12 maart     | Depeche Mode                                   | Ghosts Again                 |
|        | 19 maart     | Depeche Mode                                   | Ghosts Again                 |
| 205    | 26 maart     | Jack Jarryd                                    | Hot Stuff                    |
| 206    | 2 april      | Melle                                          | Can't Come Home              |
| 205    | 9 april      | Jack Jarryd                                    | Hot Stuff                    |
| 207    | 16 april     | Young Gun Silver Fox                           | Moonshine                    |
| 208    | 23 april     | Nothing but Thieves                            | Welcome to the DCC           |
| 209    | 30 april     | The National & Phoebe Bridgers                 | Your Mind Is Not Your Friend |
|        | 7 mei        | The National & Phoebe Bridgers                 | Your Mind Is Not Your Friend |
|        | 14 mei       | The National & Phoebe Bridgers                 | Your Mind Is Not Your Friend |
|        | 21 mei       | The National & Phoebe Bridgers                 | Your Mind Is Not Your Friend |
| 210    | 28 mei       | The Indien                                     | Be Yours                     |
| 211    | 4 juni       | Nothing but Thieves                            | Overcome                     |
|        | 11 juni      | Nothing but Thieves                            | Overcome                     |
| 212    | 18 juni      | Bertolf & Ilse DeLange                         | Before The Storm             |
| 213    | 25 juni      | Tangarine                                      | The World We Live In         |
| 214    | 2 juli       | Danny Vera                                     | Like It Always Was           |
|        | 9 juli       | Danny Vera                                     | Like It Always Was           |
| 215    | 16 juli      | DI-RECT                                        | OMG It's Happening           |
|        | 23 juli      | DI-RECT                                        | OMG It's Happening           |
|        | 30 juli      | DI-RECT                                        | OMG It's Happening           |
| 216    | 6 augustus   | Haevn                                          | Where Did You Go             |
| 217    | 13 augustus  | David Rooker                                   | Magnolia Dream               |
|        | 20 augustus  | David Rooker                                   | Magnolia Dream               |
|        | 27 augustus  | David Rooker                                   | Magnolia Dream               |
| 218    | 3 september  | Chris Stapleton                                | White Horse                  |
|        | 10 september | Chris Stapleton                                | White Horse                  |
| 219    | 17 september | The Rolling Stones                             | Angry                        |
|        | 24 september | The Rolling Stones                             | Angry                        |
|        | 1 oktober    | The Rolling Stones                             | Angry                        |
|        | 8 oktober    | The Rolling Stones                             | Angry                        |
| 220    | 15 oktober   | The Rolling Stones & Lady Gaga & Stevie Wonder | Sweet Sounds of Heaven       |
|        | 22 oktober   | The Rolling Stones & Lady Gaga & Stevie Wonder | Sweet Sounds of Heaven       |
|        | 29 oktober   | The Rolling Stones & Lady Gaga & Stevie Wonder | Sweet Sounds of Heaven       |
| 221    | 5 november   | Son Mieux                                      | Tonight                      |
| 222    | 12 november  | The Beatles                                    | Now and Then                 |
|        | 19 november  | The Beatles                                    | Now and Then                 |
| 221    | 26 november  | Son Mieux                                      | Tonight                      |
|        | 3 december   | Son Mieux                                      | Tonight                      |
|        | 10 december  | Son Mieux                                      | Tonight                      |